# Storm Shadow

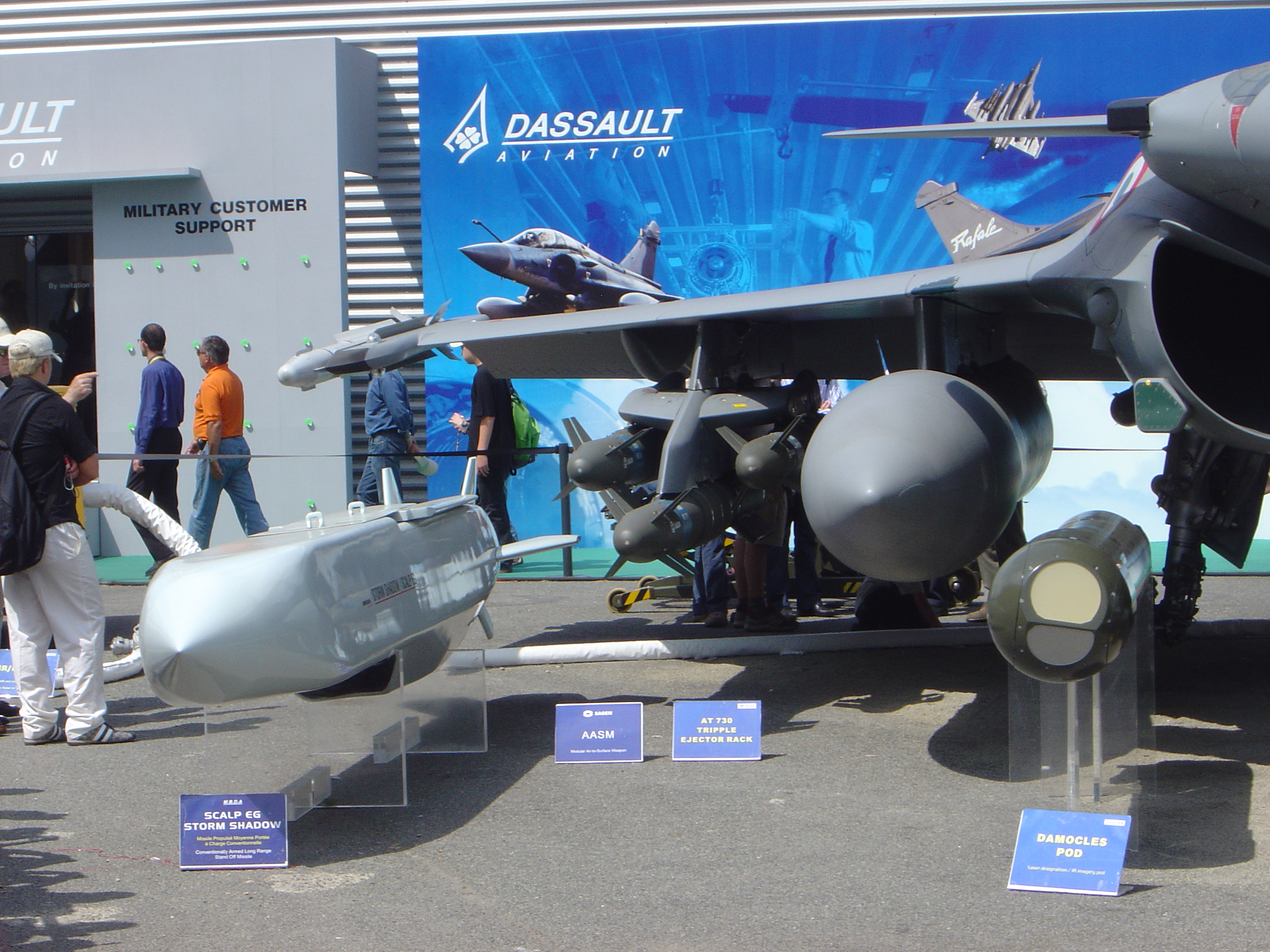
SCALP-EG mit einer Rafale

Storm Shadow, bzw. SCALP-EG ist ein von Großbritannien und Frankreich entwickelter Luft-Boden-Marschflugkörper. Hersteller ist das europäische MBDA-Konsortium. Der in Frankreich verwendete Name SCALP-EG steht für Système de Croisière Autonome à Longue Portée – Emploi Général (Autonomes Langstrecken-Marschflugsystem – Allgemeiner Zweck).

## Entwicklung
Im Februar 1997 erteilte das britische Verteidigungsministerium dem Konsortium Matra BAE Dynamics den Auftrag zur Konstruktion eines luftgestützten Marschflugkörpers. Grundlage für den Entwurf war der Marschflugkörper Apache. 1998 stieg Frankreich in das Projekt ein. Bereits im Dezember 2000 fand der erste Testflug des Storm Shadow statt. 2002 wurde Storm Shadow bei der britischen Royal Air Force in Dienst gestellt. Die Auslieferung an Frankreich begann 2004.
Im Jahr 2004 begann MBDA auch mit der Entwicklung einer seegestützten Variante der Storm Shadow. Diese trug anfänglich die Bezeichnung SCALP-Naval. Auf der Basis dieser Lenkwaffe wurde ab 2007 der MdCN (Missile de Croisière Naval) entwickelt. MdCN wird auf U-Booten und Kriegsschiffen eingesetzt und hat eine maximale Reichweite von über 1000 km.
Ende 2015 wurden auf dem britischen Schießübungsplatz in Aberporth Tests mit dem italienischen Eurofighter-Prototyp IPA 2 (Instrumented Production Aircraft) durchgeführt. Alenia Aermacchi, BAE Systems und QinetiQ waren an den Versuchen beteiligt. Getestet wurden das Zusammenwirken der Instrumente von Eurofighter und Storm Shadow sowie die sichere Abtrennung des Flugkörpers beim Abfeuern. Der scharfe Schuss erfolgte am 6. November 2015.

## Technik
Der Flugkörper mit Tarnkappentechnik wird durch ein Turbojet-Triebwerk auf eine Marschgeschwindigkeit von Mach 0,8 (988 km/h) beschleunigt. Die Navigation erfolgt über ein internes inertiales Navigationssystem und ein globales Navigationssatellitensystem. Zusammen mit einem TERPROM-System steuert die Storm Shadow ihr Zielgebiet im Tiefflug in einer Flughöhe von 30–40 m an. Für den Zielanflug verfügt sie über einen Infrarotsensor, über den das Ziel verifiziert wird. Sollte ein Ziel bereits strukturelle Schwachstellen aufweisen, die ein Eindringen des Flugkörpers erleichtern, wird dies automatisch erkannt und der Anflugkurs verändert. Der Einsatz kann mit einem 2-Weg Datenlink auch während des Flugs abgebrochen und der Flugkörper zu einem anderen Ziel umgeleitet werden.
Die Storm Shadow verfügt über einen BROACH (Bomb Royal Ordnance Augmented CHarge) genannten Doppelladungssprengkopf. Dieser dient zur Bekämpfung von verbunkerten Betonbauten. Als erstes sprengt eine Hohlladung ein Loch in die Panzerung des Ziels. Danach folgt die Hauptladung durch die entstandene Öffnung und detoniert dann im Gebäudeinneren. BROACH kann 3,4–6,1 m Stahlbeton durchschlagen. Das Ziel kann sich 6,1–9,1 m unter der Erdoberfläche befinden.

## Varianten
- Storm Shadow: Grundversion.
- SCALP: Version für die französischen und griechischen Luftstreitkräfte mit anderer Schnittstelle.
- Black Shaheen: Exportversion mit reduzierter Reichweite.
- MdCN (Missile de Croisière Naval): Weiterentwicklung der SCALP-Naval für den Start von U-Booten und Kriegsschiffen. Reichweite 1000 km.

## Einsatz

### Einsatz im Mittleren Osten
Der erste Einsatz erfolgte durch die Royal Air Force während der Operation Iraqi Freedom im Jahr 2003. Gemäß britischen Angaben haben alle der 27 abgefeuerten Marschflugkörper ihre Ziele getroffen und vernichtet.
Auch im Verlauf der Durchsetzung einer Flugverbotszone während des Bürgerkrieges in Libyen 2011 setzen die Royal Air Force, die Armée de l’air und die Aeronautica Militare Marschflugkörper vom Typ Storm Shadow ein.
Im Zuge des Anti-Terroreinsatzes gegen die Terrororganisation „Islamischer Staat“ setzt die Armée de l’air unter anderem Marschflugkörper vom Typ SCALP ein. Am 27. Juni 2016 gab das britische Verteidigungsministerium an, dass am Tag zuvor Kampfflugzeuge vom Typ Tornado GR.4 erstmals Storm-Shadow-Marschflugkörper im Kampf gegen den IS eingesetzt hatten. Die Ziele waren hierbei Bunker des IS, alle vier eingesetzten Storm Shadows trafen ihr Ziel. Im August 2016 setzte auch die Armée de l’air die Marschflugkörper in Syrien ein. Am 21. August starteten elf Mirage 2000D je eine Scalp gegen Ziele in Ar-Raqqa. Seit dem Beginn der französischen Luftangriffe gegen die Terrororganisation IS (Opération Chammal) setzte Frankreich 50 SCALP-Marschflugkörper ein.

### Einsatz in der Ukraine
Im Oktober 2022 wurde bekannt, dass Großbritannien eine Lieferung an die von Russland überfallene Ukraine in Betracht ziehe. Tests mit einer ukrainischen Su-24 wurden ab Dezember 2022 in Polen durchgeführt, um sicherzustellen, dass das System von dieser Plattform einsetzbar ist. Im Mai 2023 lieferte Großbritannien Storm Shadows an die Ukraine; schon wenige Tage später wurden diese gegen Ziele in den besetzten Gebieten eingesetzt. Das russische Verteidigungsministerium beschuldigte so die Ukraine am 13. Mai 2023, Storm Shadows gegen eine Chemiefabrik in Luhansk, die sich zuvor außerhalb der Reichweite ukrainischer Waffen befand, eingesetzt zu haben. Im Juni 2023 wurde die Tschonhar-Brücke von einem Storm Shadow beschädigt. Am 11. Juli 2023 kündigte die französische Regierung auf dem NATO-Gipfel in Vilnius ein neues Waffenpaket für die Ukraine an. Dies umfasst auch die Lieferung von Marschflugkörpern des Typs SCALP-EG.

## Nutzerstaaten
- Ägypten – 50 (Black Shaheen)[13][14]
- Frankreich – 500[13]
- Griechenland – 90[15]
- Indien – 200[13]
- Italien – 200[13]
- Katar – 140[13]
- Saudi-Arabien – 200[13]
- Ukraine – Es wurde eine unbekannte Anzahl von Storm Shadow Marschflugkörpern im Rahmen der Auslandshilfen für die Ukraine an die Ukraine geliefert.[16]
  - Variante Storm Shadow, aus Beständen des Vereinigten Königreichs
  - Variante SCALP-EG, aus Beständen Frankreichs
- Vereinigte Arabische Emirate – 600 (Black Shaheen)[13]
- Vereinigtes Königreich – 900[13]

## Trägerflugzeuge
- Tornado IDS
- Eurofighter
- Rafale
- Mirage 2000
- Suchoi Su-24

## Ähnliche Marschflugkörper
- Taurus (Marschflugkörper)
- AGM-158 JASSM
- SOM (Marschflugkörper)